# Máz

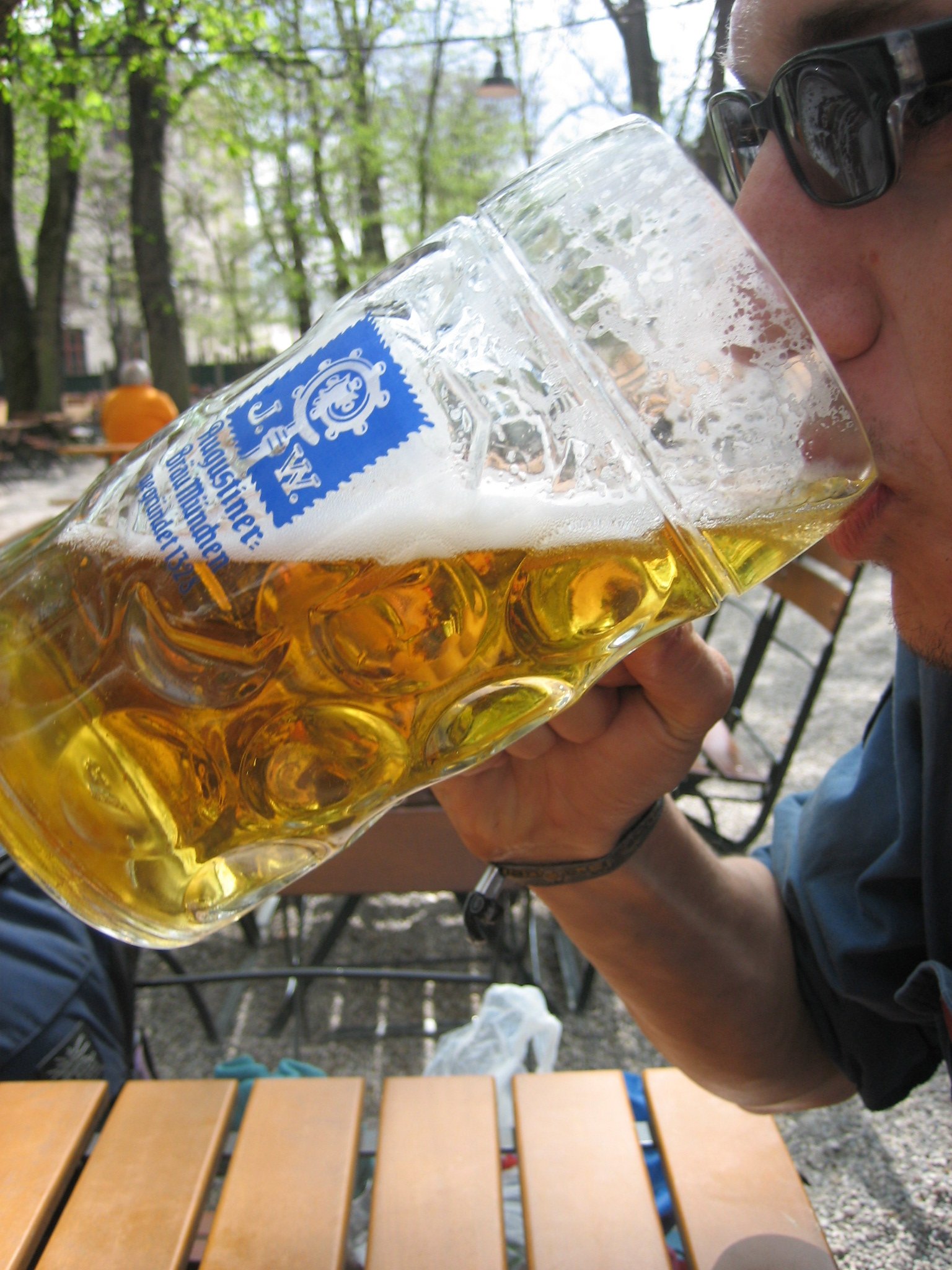

Máz je stará objemová jednotka. Termín pochází z německého Maß, jenž je odvozen od slovesa messen (česky měřit). Ve staré horní němčině se jednalo o označení něčeho přiměřeného (angemessen).  V Bavorsku je tento termín používán pro pivní džbán s exaktním objemem 1,069 litru piva, avšak někdy se slovem máz také označovala jednotka pinta, jež činila 1,938 litru.

## Přepočet
Na území dnešního Česka se používaly různé jednotky:
- český máz (rovný 2 pintám = 4 žejdlíkům)[2]
  - odpovídá 1,91 litru (počítáno jako 4násobek hodnoty starého českého žejdlíku),
  - rovněž 1,415 litru (počítáno jako dvojnásobek menší pinty původem z Rakouska)
- oficiální míra Starého Města Pražského – 3,35 litru[3]
- moravský máz – 1,07 litru

Po zavedení rakouských měr v roce 1765 platilo:
- 1 máz = 1,4147 litru[4]
- 1 máz = 2 holby = 4 žejdlíky